# Catharine MacKinnon
Catharine Alice MacKinnon (ur. 7 października 1946 w Minneapolis) – amerykańska radykalna feministka, prawniczka, profesor na Uniwersytecie Michigan. Wykładała m.in. na Uniwersytecie Yale i Uniwersytecie Harvarda. W latach 2008–2012 współpracowała z Międzynarodowym Trybunałem Karnym w Hadze jako specjalny doradca ds. płci .

## Poglądy

### Molestowanie seksualne
Catharine MacKinnon sformułowała pogląd głoszący, że napastowanie seksualne jest formą dyskryminacji ze względu na płeć. Argumenty na rzecz tej tezy przedstawiła w pracy Sexual Harassment of Working Women: A Case of Sex Discrimination (1978) . Argumentację MacKinnon podzielił Sąd Najwyższy Stanów Zjednoczonych w 1986 roku, gdy rozpatrywał pierwszą sprawę z zakresu molestowania seksualnego . Była to sprawa Meritor Savings Bank v. Vinson. Kasjerka banku pozwała przełożonego, zarzucając mu, że zmuszał ją do uprawiania seksu w pracy. Sąd Najwyższy uznał, że tego rodzaju praktyki stanowią dyskryminacje i są niezgodne z prawem . Argumentacja MacKinnon była nowatorska. Sądy w USA przed 1986 nie dopatrywały się w molestowaniu seksualnym dyskryminacji. Zakładano bowiem, że zmuszanie kogoś do seksu może dotyczyć każdej płci, nie tylko kobiet . Argumentacja MacKinnon opierała się na założeniu, że molestowanie seksualne wynika z nierównego statusu kobiet i mężczyzn i umacnia tą nierówność .

### Pornografia
MacKinnon wspólnie z Andrea Dworkin sformułowały feministyczną krytykę pornografii. W odróżnieniu od konserwatywnych krytyków pornografii MacKinnon nie definiuje pornografii jako wszelkich materiałów seksualnych, które mają budzić podniecenie. MacKinnon odróżnia pornografie i erotykę . Materiały erotyczne opierają się na założeniu równości kobiet i mężczyzn. Pornografia natomiast przedstawia kobiety jako osoby podporządkowane mężczyźnie, zdominowane, spełniające zachcianki seksualne mężczyzny . Zdaniem MacKinnon samo przedstawienie nagości lub stosunku seksualnego nie jest złe, jej krytykę budzą te materiały, które wzmacniają przekonanie o nierówności płci .
W 1983 roku Dworkin i MacKinnon przygotowały projekt rozporządzania dla rady miasta Minneapolis dotyczący pornografii. Rozporządzenie nie delegalizowało produkcji pornografii, ale dawało prawo kobietom, by pozywać firmy produkujące materiały pornograficzne i domagać się rekompensaty finansowej za szkody, których doznały na skutek materiałów pornograficznych . Projekt wzbudził kontrowersje, również wśród feministek (zob. feminizm proseksualny) . Zdaniem MacKinon i Dworkin szkody, które wyrządza pornografia wynikają z dehumanizacji kobiety, z przedstawienia jej jako obiektu seksualnego, który jest upokarzany i kontrolowany przez mężczyznę .
Według MacKinnon pornografia narusza prawa obywatelskie kobiet, znieważa je i przedstawia je w negatywnym świetle. W ten sposób przyczynia się do nierównego traktowania kobiet i mężczyzn w społeczeństwie .

## Książki
- Sex Equality (2001)
- Are Women Human? (2006)
- Women's Lives, Men's Laws (2005)
- Only Words (1993)
- Toward a Feminist Theory of the State (1989)
- Feminism Unmodified (1987)
- Sexual Harassment of Working Women (1979)